# Перфильев, Максим
Макси́м Перфи́льев (Перфирьев) (1580-е — ок. 1656) — русский землепроходец XVII века, казачий атаман, подьячий Енисейского острога, сын боярский, отец иркутского воеводы Ивана Перфильева.

## История
Исследовал земли Восточной Сибири и Прибайкалья. Славился дипломатическим искусством на переговорах с бурятами, тунгусами, а также с монголами и китайцами.
Происходил из сибирских казаков. В 1600 году в качестве атамана участвовал в походе князей Михаила Шаховского и Д. Хрипунова в низовья Енисея для строительства Мангазеи. В 1618 году направлен на строительство Енисейского острога. С 1624 года — подьячий.
С 1626 года руководил экспедиций «енисейских служилых людей» вверх по Ангаре, где первым достиг земель, населённых бурятами — Братской землицы. В 1629—1630 годах участвовал в походе воеводы Я. И. Хрипунова к устью Илима и на Лену.
В 1631 году основал Братский острог, подробно описал Братские пороги на Ангаре. В 1638 году начал освоение Даурских земель — возглавил поход по Витиму, дошёл до устья Ципы, где собрал у тунгусов сведения о путях на Шилку и Амур. В другом источнике указано, что первые документальные упоминания об Амуре, других реках и прилегающих к ним территориях доставил в Якутск атаман Максим Перфильев, промышлявший со своим отрядом казаков летом 1636 года на реке Витим. В 1641 году сопровождал караван с ясаком в Москву.
В 1642—1651 годах служил приказчиком в Братском и других острогах. В 1652 году введён в сословие детей боярских. За заслуги по освоению и присоединению земель к Русскому государству получил от царя Михаила Фёдоровича звание стрелецкого сотника.

## Память
Память о землепроходце увековечена в названии села Максимовщина под Иркутском, где на берегу Иркута была его заимка, а также губа Баргузинского залива Байкала Максимиха, мыс Максимин, ограничивающий её с юга, и одноимённое село Максимиха, чьим первым жителем и стал Максим Перфильев, женившись на бурятке.